# Yucca decipiens
Yucca decipiens ist eine Pflanzenart der Gattung der Palmlilien (Yucca) in der Familie der Spargelgewächse (Asparagaceae).

## Beschreibung
Die solitär wachsende Yucca decipiens (Trivialname in anderer Sprache: Izote Yucca) ist stammbildend und erreicht eine Wuchshöhe von acht bis zwölf Metern. Der Stamm hat einen Durchmesser von 1 bis 2 Metern. Die steifen, grünen 0,3 bis 0,5 Meter langen Laubblätter bilden an den Blatträndern Fasern.
Der verzweigte, aufrecht oder zur Seite geneigte Blütenstand wird 1 bis 1,5 Meter lang. Die Blüten weisen eine Länge von 2 bis 3,5 cm und einen Durchmesser von 1 bis 1,5 cm auf. Die sechs gleichgestaltigen Blütenhüllblätter sind weiß bis cremefarben. Die Blütezeit reicht von Januar bis April.

## Verbreitung
Yucca decipiens ist in Mexiko in den Staaten San Louis Potosí, Zacatecas und Durango, Jalisco, Guanajuato und Aguascalientes, auf Ebenen und niedrigen Hügeln in Höhenlagen zwischen 1750 und 2650 Metern verbreitet. Diese Art ist oft vergesellschaftet mit Yucca carnerosana, Agave stricta, Agave durangensis und anderen Agave-, Nolina-, Mammillaria- und Opuntia-Arten.
Sie ist kaum bekannt und selten in Kultur. Im Botanischen Garten von Huntington in Kalifornien wachsen alte, 10 m hohe Exemplare. Bei trockenem Stand frosthart bis minus 15 °C. In Albuquerque, New Mexico, sind Exemplare zu bewundern.

## Systematik
Yucca decipiens wird innerhalb der Gattung der Palmlilien (Yucca) in die Sektion Yucca, Serie Treculianae gestellt. Sie ist verwandt mit Yucca filifera. Im Gegensatz zu dieser hat sie einen herabhängenden Blütenstand.
Die Erstbeschreibung durch den amerikanischen Botaniker William Trelease unter dem Namen Yucca decipiens ist 1907 veröffentlicht worden.

## Bilder
Yucca decipiens in Mexiko:

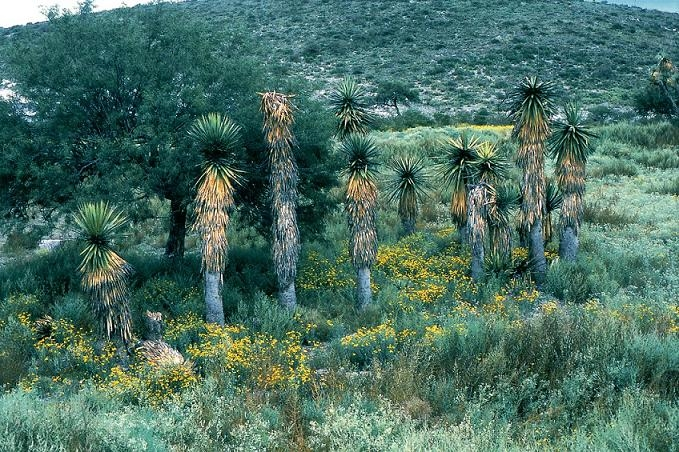
Gruppe
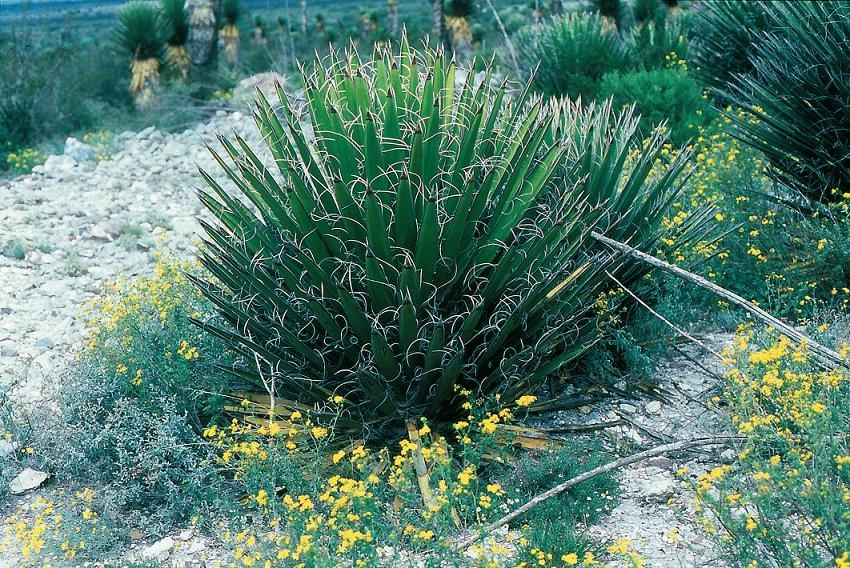
Im Jugendstadium mit charakteristischen Fasern an den Blättern
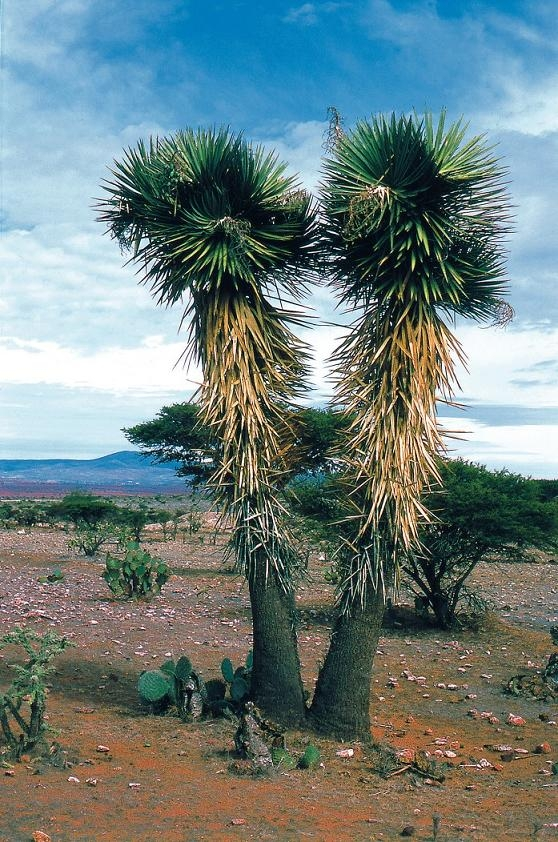
Nach der Blüte
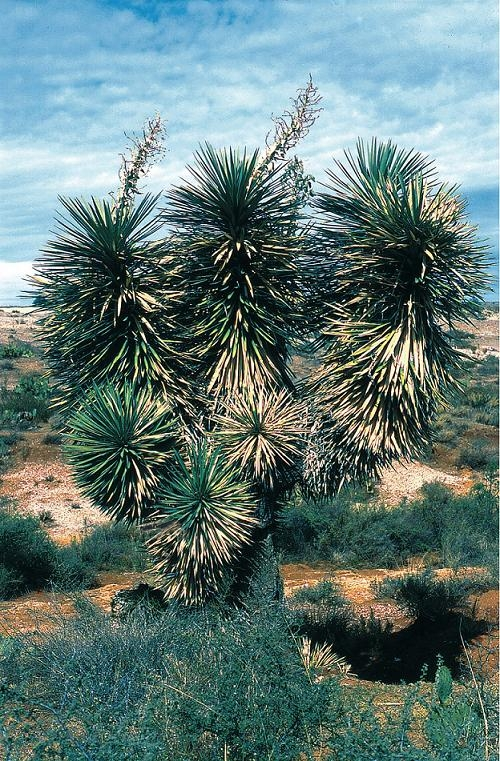
Verzweigte Pflanze